# Stefan Basson
Stefan Basson (Ceres, 10 agosto 1982) è un rugbista a 15 e allenatore di rugby a 15 sudafricano, estremo del club fiorentino I Medicei dal 2017, della cui tre quarti è anche allenatore.

## Biografia
Cresciuto nelle giovanili del Western Province, debuttò in prima squadra nel 2003 nel ruolo di estremo in Currie Cup; dopo due stagioni fu a Pretoria ai Blue Bulls con cui nel 2006 vinse la Currie Cup.
A ottobre 2007 fu ingaggiato in Italia dalla formazione del Rovigo al termine della stagione di Currie Cup durante l'estate boreale e a giugno 2008 tornò in Sudafrica a Wellington nei Boland Cavaliers, altra squadra provinciale di Currie.
Al termine della stagione 2008 si trasferì definitivamente in Italia; con Rovigo giunse a 5 finali di Eccellenza vincendo quella del 2016 per 20-13 contro Calvisano marcando 15 punti nella gara-scudetto.
A fine campionato 2016-17, essendosi visto rifiutare un posto da allenatore nella stagione successiva, decise di lasciare Rovigo dopo 10 anni consecutivi e di entrare nell'organico della neopromossa formazione di Firenze I Medicei con il ruolo di giocatore e assistente allenatore del tecnico Pasquale Presutti.

## Palmarès

### Club
- Campionati italiani: 1
Rovigo: 2015-16
- Currie Cup: 1
Blue Bulls: 2006

### Individuale
- Classifica Marcatori Campionati 2012-13 e 2015-16